# Laminoir
Un laminoir est à l'origine une machine manuelle, dérivée d'un outil du XVe siècle, pour façonner un métal solide par déformation plastique, soit laminer un lingot ou morceau de métal par passage entre deux cylindres en fonte ou acier, d'axes parallèles, qui pressent et tournent en sens inverse. Il correspond aussi à un atelier où est installé ce type de machines ou de dispositifs plus modernes démultipliant les cylindres compresseurs, ce qui devient, dans l'actuelle version industrielle, une vaste installation. Un laminoir effectuant l'opération métallurgique dite de laminage permet de mettre en forme, le plus souvent à chaud, le matériau fer, notamment les divers types de fer ou d'aciers, sans oublier les métaux non ferreux comme, par exemple, l'aluminium et ses alliages, le plomb, les métaux précieux comme l'or ou l'argent, tous ces métaux étant suffisamment malléables.
Cette opération métallurgique correspondant autrefois à l'art de laminer, c'est-à-dire de fabriquer des lames ou des barres, à chaud ou à froid, utilise en particulier la compression variable lors du défilement entre divers rouleaux rotatifs pour renforcer la cohésion interne du métal ou de l'alliage, et surtout amincir les formes métalliques en tôles, en plaques ou en feuilles, voire en bandes ou rubans après découpe, pour les allonger en tiges, billettes ou en barres (de) plus ou moins fines, les renforcer en poutres ou poutrelles pour le bâtiment, en rails pour les chemins de fer, ou les réduire en profilés etc. Des dispositifs de raccordement permettent aussi de former des tuyaux, alors que la réduction progressive de taille par filières, générant du fil métallique suffisamment tenace reste spécifique d'un atelier de tréfilerie adjoint.

## Laminage des métaux: évolution technique
Le lingot de métal, matière plastique au sens mécanique, est introduit entre les rouleaux tournant en sens inverse et prend la forme de l'espace et prend la forme de l'espace compris entre eux. Il est ainsi possible de diminuer progressivement les dimensions de la pièce métallique en la faisant passer entre des rouleaux de plus en plus resserrés. Les cylindres sont à génératrices rectilignes s'il s'agit d'obtenir des produits plats. Les cylindres creusés d'encoches, appelées cannelures, de forme plus ou moins compliquées, sont usitées pour obtenir des produits longs, par exemple des barres profilées. Sur le procédé de déformation plastique et les techniques modernes : 
L'art du laminage est ancien puisqu'il s'agit de fabriquer des lames ou "réduire le métal en lames" en un sens restreint. Le mot latin classique lāmǐna,æ de genre féminin, racine observable du verbe transitif "laminer", à l'origine du terme laminage, désigne en effet une lame. Une lame, mot polysémique en français, correspond toujours en un sens technique spécifique à la partie métallique d'un instrument ou d'un outil propre à couper, à trancher, à diviser, à sectionner etc.
Laminer signifie, dans le vocable actuel du travail des métaux ou de l'ancienne forge, "faire subir à un matériau une déformation permanente par passage au laminoir, ou, a minima, entre deux cylindres lamineur" s'il n'est fait usage de marteau. Le laminage industriel de plus grande ampleur peut suivre un formage primaire. Les produits de départ peuvent être des lingots, des brames ou des billettes. Certains produits du laminoir peuvent être transformés en d'autres produits semi-finis lors d'étapes ultérieures.
Le "Grand dictionnaire de technologie" et son abrégé, ouvrages parus au cours des années 1830, sous la direction du mécanicien et mathématicien Louis-Benjamin Francœur, mentionne d'emblée que l'emploi des métaux laminés est immense dans les arts industriels, ce qui a conduit à la multiplication rapide et aux perfectionnements incessants des moyens de fabrication récents. Le laminage du fer et de l'acier, le plus important, s'opère à chaud, le laminage de la plupart des métaux mous et ductiles, à savoir l'or, l'argent, le cuivre, l'étain, le plomb, le zinc etc. se fait à froid, suivant des procédés spécifiques. Les laminoirs, rappelle a minima Francœur, sont des machines composées de deux cylindres d'acier ou de fontes de fer, dont la surface unie et polie est extrêmement dure : le laminage des métaux s'opère entre ces cylindres assujettis à se mouvoir en sens contraire. Le mécanicien distingue suivant leur taille : les "grands laminoirs" mus par un moteur puissant sont associés à la fabrique de tôles de toutes dimensions dans les grandes forges. Divers petits laminoirs, mus à bras ou par des manèges, sont présents dans les ateliers d'orfèvrerie, de monnayeurs, de plaqueurs, de tréfileurs, de fabricants de ressorts etc. Dans tous les cas, les opérateurs ou ouvriers doivent veiller à ce que les tables des deux cylindres, placés dans une cage de fer ou de fonte, et maintenus l'un au dessus de l'autre, dans un même plan vertical passant par leurs axes, soient parfaitement égales en diamètre et en longueur. Des réglages différents suivant les types de machines peuvent être nécessaires pour que l'objet laminé file droit.

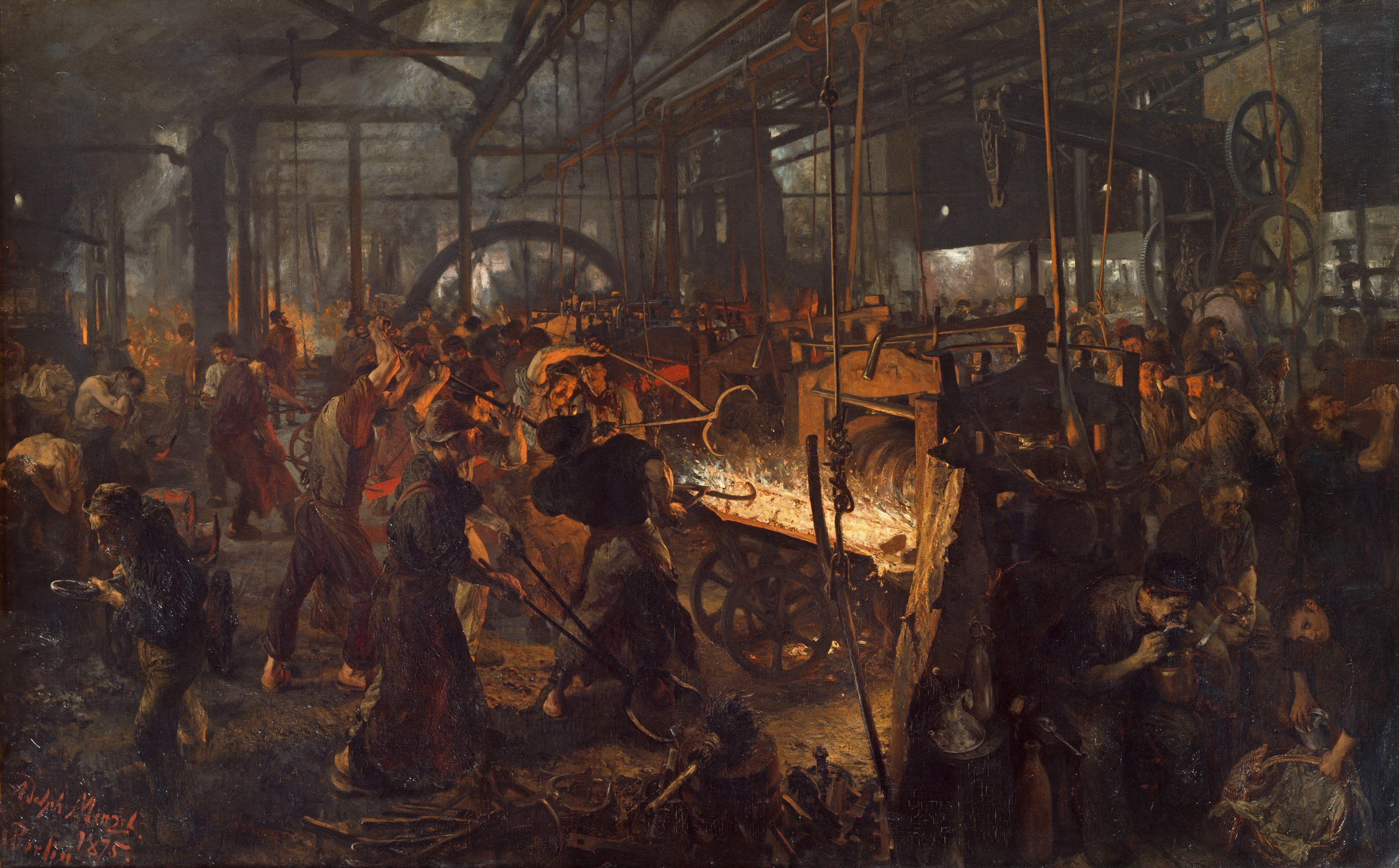
La forge, peinture d'Adolph von Menzel entre 1872 et 1875. Un dédale de représentations de scènes d'un atelier laminoir silésien, artificiellement densifiées et imbriquées : exaltation mythologique de la puissance métallurgique allemande ?

À la Belle Époque, une lame désigne dans l'industrie une bande de fer servant à fabriquer des canons de fusil dits à ruban. Le laminage en en métallurgie est l'opération consistant à réduire un métal en lames ou plaques et à lui donner le profil voulu par un étirage. Le laminoir est la machine composée de rouleaux mécaniques munis d'anneaux de profils variés, faisant corps avec eux, et entre lesquels on fait passer en les étirant des lingots chauffés pour les aplatir et les étirer en même temps. Le lexicologue Pierre Larousse définit, de façon large et pragmatique, le laminoir en machine dont on se sert pour donner aux masses métalliques les formes usitées dans le commerce, à l'aide d'une pression et d'une traction exercée sur ces masses.
Il existe une multitude de termes techniques associés à ces opérations (laminage, étirage) ou aux composants du laminoir qui peut être qualifié de "simple" s'il est composé de deux rouleaux à l'instar de la machine médiévale ou "universel", lorsque le lingot est travaillé sur ses quatre faces, par exemple, par deux rouleaux horizontaux et deux rouleaux verticaux. Le rattrapeur est l'ouvrier qui reçoit à l'aide de pinces les barres de fer à leur sortie du "train de laminoirs", c'est-à-dire après leurs passages contraints entre les cannelures des cylindres. Le train de laminoirs décrit l'ensemble successif des cylindres d'un laminoir, depuis le (premier) dégrossisseur jusqu'au (dernier) finisseur. L'atelier des forges où les barres de fer sont aplaties et ainsi réduites en plaques à l'aide de trains de laminoirs était dénommé "applatisserie", autrefois parfois "platinerie". L'aplatissoir est un train de laminoirs entre les cylindres duquel on fait passer des barres de fer pour les aplatir. La batterie d'une installation sidérurgique représente l'ensemble des laminoirs, au moyen duquel on étire le fer.
Pour vaincre la résistance d'un métal à la déformation, un effort doit être exercé : le couple de laminage est d'autant plus important que la plasticité du métal est réduite. Hormis pour l'obtention de très faibles épaisseurs par un laminage à froid final, un laminage à chaud s'impose souvent.
Le laminage à froid, c'est-à-dire sans chauffage préalable du métal, plus précis, permettant d'obtenir des dimensions très fines et des surfaces plus unies, est employé essentiellement pour les métaux rares ou pour l'aluminium, mais aussi pour le fer et l'acier, lors des opérations finales après laminage à chaud. Le laminage à froid, comme le savaient les forgerons, augmente la durée et la dureté du métal, auquel il est facile de redonner les propriétés initiales par un chauffage au rouge.
Le laminage à chaud est une opération commune et ancienne pour le fer, l'acier et les alliages de cuivre. Le chauffage du matériau dans l'atelier par un four de réchauffage, du type "four pit" ou un four à réchauffer les demi-produits du type "four dormant", "four poussant", "four à longerons mobiles", "four à sole tournante", s'opère juste avant l'opération, la température variant évidemment selon le matériau travaillé. Les aciers à haute teneur en carbone nécessitent d'atteindre 1050 °C alors que les basses teneurs en C exigent jusqu'à 1250 °C. Le laminage à chaud appelle une température située entre 150 et 200 °C pour le zinc, entre 450 et 550 °C pour l'aluminium, entre 920 et 950 °C pour le cuivre. Dans les années soixante, des trains de rouleaux assurent la circulation des produits laminés ; l'emploi de train de laminoirs, comprenant un ensemble de cages généralement horizontales, où l'on distingue les trains dégrossisseurs et les trains finisseurs, est commune. Les "bloomings", qui transforment les lingots en masse quadrangulaire (bloom ou brame) ou les "largets", d'où sortent les ébauches de tôles, figurent parmi les trains dégrossisseurs. Les trains finisseurs sont classiquement dénommés par les produits finis ou commerciaux qu'ils fournissent, il existe par exemple des trains lisses pour feuilles, tôles etc. et des trains à cannelures pour profilés, bandes, fils etc.
Le laminoir de Dunkerque, employé communément par le groupe Arcelor-Usinor en 1999 pour mettre en forme, jour et nuit, sa production ferreuse issue de sa "sidérurgie sur l'eau", s'étendait sur 500 mètres de long.

## Types de machines industrielles
Voici les principaux types de laminoirs, aptes à transformer et façonner des matériaux métalliques :
- laminoirs à produit plat, lointains dérivés des aplatisseurs. Par exemple, en sidérurgie, le laminoir à plaques transformant des bouts de ferraille en feuilles métalliques, le laminoir dégrossisseur changeant une bande en une bobine de métal, le laminoir vertical pour élargir un matériau, le train à bande, le train à froid, le steckel mill etc.
- laminoirs à produits longs, pour former des barres, des poutrelles, des profilés, des rails ou des tubes. A côté des laminoirs universels mentionnons les laminoirs en cannelures.
- laminoirs à fil, très employés par les bijoutiers ou joailliers. Ils sont souvent couplés à un banc à étirer.
- laminoirs à rouleaux coniques, pour la fabrication spécifique de roues pour les divers engins de transport ferroviaire.

### Classement ancien selon les produits

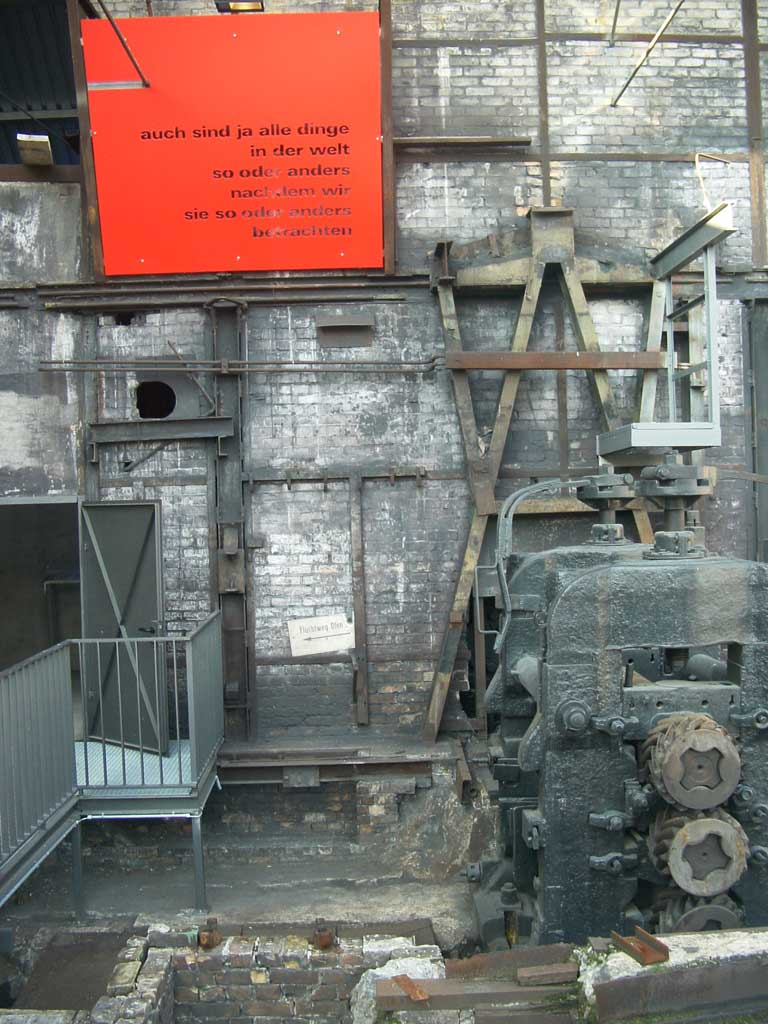
Cage à trois cylindres d'enroulement du vieux laminoir de l'entreprise d'état ou Kombinat d'Eisenhüttenstadt, recevant autrefois des feuillards d'acier, Ancienne usine métallurgique de Finow, aujourd'hui insérée au "parc de découverte" d'Eberswalde, vue latérale à l'extrême droite, 2005

En plus de l'état du matériau, les laminoirs sont nommés en fonction du produit fabriqué :
- Les produits longs sont des produits dont la longueur est bien supérieure à leur épaisseur et leur largeur. Les laminoirs pour produits longs peuvent être :
  - laminoir à fils, qui fabriquent des produits enroulés en bobines,
  - Laminoirs à poutres, laminoirs d'acier profilé dont les produits sont découpés à la longueur de transport avant expédition (qui peut être de 120 m pour les rails) ;
  - Laminoirs à tubes pour la production de tubes en acier.

- Les produits plats larges diffèrent des produits longs en ce que la largeur est beaucoup plus grande que l'épaisseur. Les laminoirs sont divisés en :
  - Laminoirs à bande (procédés : laminage à chaud ou laminage à froid),
  - laminoirs à anneaux (de),
  - laminoirs de tôle (tôle d'acier).

### Type de laminoirs des années soixante en sidérurgie

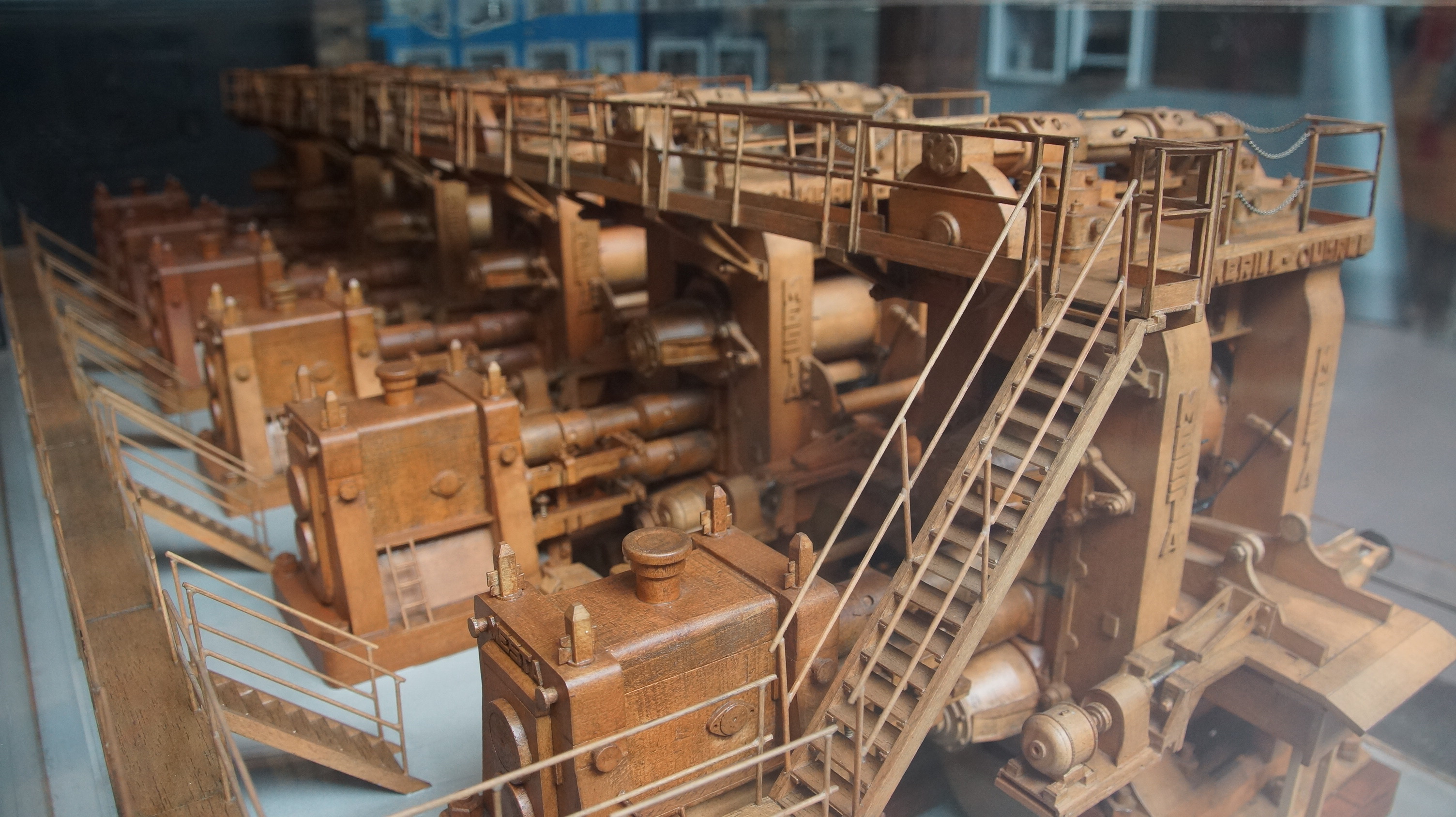
Maquette du "train à bandes" d'Ougrée, de l'ancienne usine Cockerill, réalisée en bois de hêtre au 1/20e. Son concepteur Hubert Closset accumule 3200 heures de labeur depuis son plan initial en 1957. Musée métallurgique de Liège, Cliché août 2014.

Les mutations sidérurgiques européennes récentes ont laissé opérer insensiblement maints glissements sémantiques dans les appellations communes d'usage, désormais sous influence anglo-américaine. Ainsi la polyvalence d'usage des billettes, mises en concurrence avec les produits de fonderie ou la caducité des "trains de laminage" dans leur variété industrielle ancienne. 
Les principaux laminoirs de la sidérurgie européenne alors à son apogée étaient  :
- les bloomings et les slabbings. Ces installations puissantes, actionnées par des moteurs de l'ordre de 7000 CV et destinées à dégrossir les lingots respectivement en "blooms" ou en "slabs" ou brames, fonctionnent en duo réversible[20]. Elles peuvent assurer des productions dépassant 3 millions de tonnes par an.
- les "trains à gros profilés" du type rail ou poutrelles. Les dispositions variées de ces trains industriels pouvaient assurer, en continu, des productions annuelles dépassant le million de tonnes.
- les "trains à billettes". Ces trains intermédiaires, généralement continus, transforment les "blooms" en billettes, produits homothétiques plus petits, qui alimentent les trains finisseurs.
- les "trains à fers marchands, petits fers et fil machine". Les installations, divisées en trois groupes dits "préparateur", "intermédiaire" et "finisseur", permettent le laminage des "ronds", par exemple des ronds à béton, des "carrés", des "hexagones", des petits profilés etc. Suivant les profils recherchés, les vitesses de sortie peuvent atteindre entre 15 m/s et 50 m/s. Les productions par équipement peuvent atteindre un demi million de tonnes par an.
- les "trains à larges bandes". Ils produisent des tôles par laminage à chaud qui peuvent avoir deux mètres de largeur et être amincies jusqu'à 1,5 mm d'épaisseur. L'installation globale, assurant des productions dépassant souvent trois millions de tonnes par an, comprend de manière générale, d'abord un dégrossisseur continu à quatre cages, puis un finisseur continu à six cages, et enfin trois bobineuses qui enroule à des vitesses de sortie atteignant parfois 15 m/s.
- les "trains à tôles fortes". Ces installations, à base de cages quarto réversibles, produisent à chaud des tôles épaisses et larges, de 300 mille à un million de tonnes par an et par ligne de production bien alimentée. Une "tôle forte" est en général épaisse entre 8 et 30 mm, pour une largeur moyenne entre 3 et 4,5 mètres. Les trains à blindages assurent toutefois des épaisseurs jusqu'à 350 mm.
- les "trains à froid". Ces installations regroupant 3 à 5 cages permettent des épaisseurs de produits plats inférieures à 1,5 mm. Notez qu'il faut, avant tout laminage, décalaminer les tôles, c'est-à-dire les débarrasser de l'oxyde de fer marquant leur surface. or le laminage rapide échauffe le matériau par frottement, aussi l'arrosage à l'huile reste nécessaire pour réduire l'échauffement. Un dégraissage s'impose au terme de l'opération.
- les "laminoirs à tubes sans soudure". Un laminage à chaud permet de fournir des tubes, au terme de deux étapes élémentaires : i) production d'une ébauche creuse sur un laminoir à cylindre oblique ii) au choix, passe finisseuse sur un laminoir à "pas de pèlerin" ou étirage sur manchon.

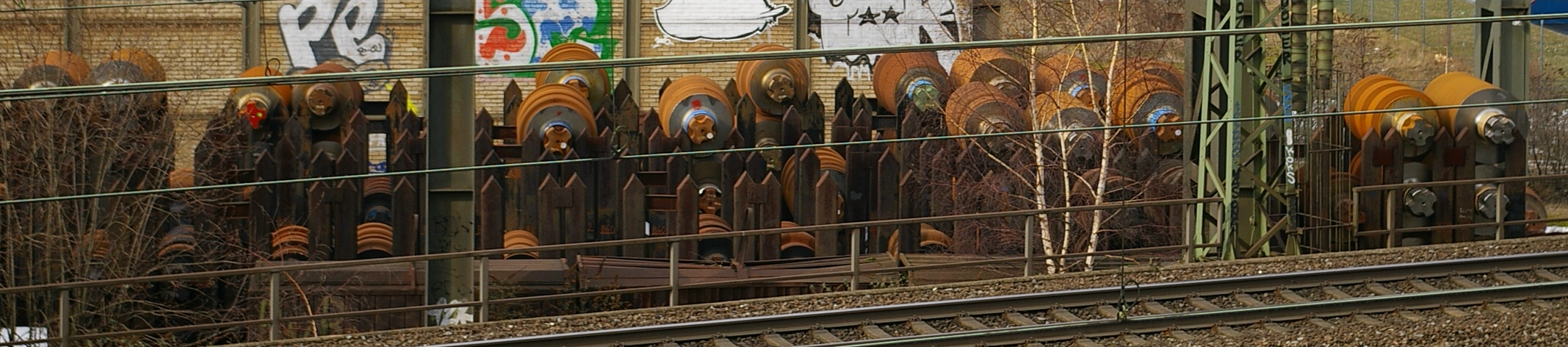
Exposition type "art moderne" des roulements rouillés d'un laminoir de profilés de l'ancienne usine "Union" de Dortmund, observé à l'air libre en mars 2006 entre la voie ferrée et l'entrepôt des palplanches et profilés de.